# Killer7
Killer7 (キラー7 Kirāsebun?) es un videojuego de acción-aventura para las consolas Nintendo GameCube y PlayStation 2, desarrollado por Grasshopper Manufacture, publicado por Capcom y lanzado a mediados de 2005. Fue diseñado y dirigido por Goichi Suda, también conocido como «Suda51», y producido por Hiroyuki Kobayashi.
Su argumento relata las misiones de un grupo de mercenarios llamado «killer7». Los asesinos, una manifestación alegórica y física de un hombre llamado Harman Smith, son contratados para ejecutar una serie de golpes de Estado en contra de los Estados Unidos. A lo largo de estas tareas, los «killer7» se ven involucrados en un plan conspiratorio que abarca el poder político de Japón sobre los EE. UU., además de conocer las verdaderas y ocultas intenciones de la organización de la cual son partícipes. Además, presenta ciertas características del género de disparos en primera persona, en conjunto con un sistema de juego mezclado con movimiento en rieles que hacen de él algo único, aunque la manera en que se juega ha sido comparada con títulos como Myst y Snatcher.
Asimismo, fue el primer videojuego de Suda51 en venderse fuera de Japón. Obtuvo puntuaciones y reseñas un tanto divergentes, debido a su sistema de controles poco ortodoxo y a su compleja trama de estilo negro. A pesar de que algunos críticos les agradó su peculiar control y el reminicente estilo caricaturesco artístico, otros lo catalogaban como «confuso» y «taxativo». Jack Thompson, un activista y portavoz de la industria de los videojuegos, manifestó que el título tenía «un fuerte contenido sexual», pero se demostró que sus declaraciones estaban infundadas. Sin embargo, logró atraer a un gran público, lo que permitió que otros proyectos de Suda51 fueran relanzados, además de posibilitar el desarrollo de otro juego popular, No More Heroes.
Su éxito permitió que la empresa Devil's Due Publishing redactara y publicara un cómic con base al argumento del mismo; igualmente la banda sonora del título se publicó bajo el sello discográfico de Sony Music Entertainment poco después de su lanzamiento.

## Argumento

### Contexto
Killer7 se desarrolla en una versión alternativa de la Tierra en algún punto ubicado a inicios del siglo XXI. Después de firmar un tratado que anulaba todo conflicto internacional, las potencias mundiales destruyen todas las armas nucleares, lanzándolas hacía una capa superior de la atmósfera y estrellándolas con otro tipo de misiles. Este suceso se conoce como los «Fuegos Artificiales» y simboliza la paz mundial para todas las naciones. En un esfuerzo para combatir el terrorismo, las enfermedades pandémicas y el ciberterrorismo, el Comité de Ética Internacional —en inglés: International Ethics Committee (IEC)— cancela todo tipo de transporte aéreo, siendo remplazados por un sistema transcontinental de autopistas, además de clausurar el uso público de Internet. Sin embargo, un nuevo grupo terrorista llamado «Heaven Smile» se da a conocer, cuyos objetivos se enfocan a la Organización de las Naciones Unidas y a la IEC. Los miembros de Heaven Smile son humanos que han sido infectados con un virus que incita deseos asesinos. Estas personas se les ha dotado de un «órgano bomba», lo que les permite explotar a voluntad; a su vez esta es el arma principal de cada individuo Smile.
En esta Tierra, la política japonesa está al mando de dos partidos: el partido de la ONU y del partido Liberal. El perteneciente a la ONU es el más poderoso e influyente, por lo que lleva a cabo un tratado para la seguridad asiática y mantiene un pacto con los Estados Unidos. La ONU se apoderó del control japonés mediante el conocimiento albergado en la «Política del Gabinete de Yakumo», un documento secreto que detalla cómo operar el «país ideal». Esta acta fue escrita por la Unión 7, un grupo de jóvenes miembros del partido Liberal que fueron los que fundaron el partido de la ONU. El gobierno estadounidense también se muestra entusiasmado por reforzar sus relaciones con Japón, ya que aquellos ven al país como una fuente importante de valor financiero. El vínculo entre Japón y EE. UU. es el epicentro del conflicto que presenta Killer7.

### Personajes
El jugador controla a un grupo de sicarios denominados «killer7». Esta asociación está bajo el liderazgo de un hombre anciano e incapacitado en una silla de ruedas llamado Harman Smith, quien padece de una enfermedad llamada «fenómeno multiforme de personalidad». Esta condición le permite transformarse físicamente en uno de los siete miembros que conforman su personal, al cual denomina «The Syndicate»: el afroamericano Garcian Smith, el mortífero irlandés estadounidense Dan Smith, la descalza estadounidense japonesa Kaede Smith, el albino británico Kevin Smith, el puertorriqueño Coyote Smith, el joven chinoamericano Con Smith, y el luchador mexicano Mask de Smith. Estas personas fueron famosos y talentosos asesinos durante su vida, por lo que Harman absorbió sus almas mediante su enfermedad una vez que ellos murieron. Los killer7 dejaron de lado sus planes por un tiempo hace 50 años, momento en que los miembros del equipo fueron localizados sistemáticamente y asesinados uno por uno mientras estaban trabajando en el hotel Union en Pensilvania. Garcian, cuyo poder radica en revivir a los personales fallecidos, se convirtió en la identidad dominante de Smith. Con esta habilidad, puede recibir las órdenes del delicado Harman cuando se encuentra en un estado «consciente», además de aceptar las misiones que le encomienda Christopher Mills, quien es el que contrata al killer7 en nombre del gobierno de los EE. UU. El fenómeno multiforme de personalidad también tiene como consecuencia que Harman, al igual que sus personalidades, puedan ver «residuos psíquicos», es decir, ver los espíritus de las personas que asesina. Iwazaru, un hombre con una camisa de fuerza, y Travis Bell, el primer blanco de los killer7, son los principales residuos psíquicos que ayudan al grupo a cumplir con sus cometidos. El antagonista principal es un viejo amigo de Harman llamado Kun Lan. Este sujeto tiene una habilidad llamada la «Mano de Dios», un poder sobrenatural que produce el virus de los Heaven Smile.

### Sinopsis
El juego comienza con una conversación entre Garcian Smith (Harman) y Christopher Mills sobre un nuevo trabajo preparado para los killer7. Ambos comienzan a pelear en el techo de un edificio que ha sido infestado de Heaven Smiles. Harman combate la fuente que hace aparecer los Smiles, una criatura parecida a un ángel, aunque esta es sólo una marioneta controlada por Kun Lan. Este y Harman discuten sobre el estado actual del mundo poco antes de que la misión concluya. En las siguientes misiones, los killer7 se concentran en un reducido número de personas que están involucradas en el gobierno de los Estados Unidos, o bien, por razones personales. Ellos matan a Andrei Ulmeyda, un agente de correos que fundó una exitosa compañía basándose en el tratado Yakumo, una vez que fue infectado con el virus de los Smile. Dan Smith se enfrenta a Curtis Blackburn, quien fue su maestro, además de ser él quien lo asesinó, mientras que Mills notifica al equipo que Blackburn está involucrado en el negocio del tráfico de órganos enfocado a mujeres jóvenes. La penúltima empresa que emprenden, consiste en atacar a los «Handsome Men», un grupo de guerreros sentai que eliminaron a un político estadounidense.
El principal hilo argumental se centra en la naturaleza que une a Japón con EE. UU. Para evitar tener vínculos más profundos, y temiendo que esto afecte al sistema gubernamental, los Estados Unidos lanzan una ráfaga de dos mil misiles balísticos intercontinentales a Japón y contrata a los killer7 para liquidar a Toru Fukushima, el líder del partido de la ONU. Sin embargo, un criminal disfrazado de su secretario lo mata primero, en un intento de recuperar el documento Yakumo para el partido Liberal, bajo la premisa de que la filosofía del archivo puede ayudar a los liberales recuperar el poder político de nuevo. Poco después, Kenjiro Matsouka —apodado «Matsuken»— ejecuta a dos senadores del partido de la ONU con el fin de convertirse en el nuevo líder, bajo la influencia de Kun Lan. Al final, los killer7 derrotan a los dos miembros de dicho partido, puesto que fueron revividos por Kun Lan cuando Japón había sido atacado con los misiles.
En la última misión, los killer7 buscan a Matsuken, quien encabeza a los 10 millones de socios del partido de la ONU que radican en EE. UU. El gobierno teme que si unen sus fuerzas y se conviertan en un nuevo estado, ellos podrían ganar diversos puestos dentro del senado. Garcian viaja hasta la escuela primaria Coburn, cerca de Seattle, Washington y halla diversas videocintas que revelan que el instituto está siendo usado por la ONU como un campo de entrenamiento para preparar niños como soldados. Las cintas están enfocadas a Emir Parkreiner, un talentoso asesino que fue educado en dicho colegio. Garcian localiza a Matsuken, y este le dice que Japón había tenido cierto control en Coburn como un medio para infiltrarse en la política estadounidense desde su fundación en 1780. Los mercenarios se enfrentan a un grupo invencible de Smiles, y todos, a excepción de Garcian, son derrotados. Éste viaja hasta el hotel Union donde comienza a tener visiones sobre los demás miembros del equipo y de cómo fueron asesinados en sus recámaras. En última instancia, se da cuenta de que su verdadera identidad es de hecho la de Emir Parkreiner, el responsable del asesinato de los socios del killer7 de hace 50 años. Después de estos sucesos, Harman captura a Emir como una personalidad más y las memorias de este se pierden por completo.
Tres años después, Garcian llega a la Isla de Hashima en Japón para aniquilar el último Smile sobreviviente. Para su sorpresa, se encuentra con Matsuken, quien le propone un trato: que lo deje vivo y con ello, Japón tendría ventaja para vengarse de los Estados Unidos; o matarlo, y dejar que los Estados Unidos descubran que Japón influyó en diversas elecciones en dicho país, y como acto de represalia, el gobierno destruya el último vestigio de Japón, la Isla Hashima. Dependiendo de la decisión del jugador, Garcian se encuentra con el Smile definitivo que es Iwazaru, cuya identidad real es la de Kun Lan, matándolo al final. Sin embargo, Harman y Kun Lan son en realidad inmortales, seres que representan en una figura humana el bien y el mal—el juego finaliza cien años en el futuro, en la ciudad de Shanghái, donde ambos continúan con su eterna batalla.

## Sistema de juego
El jugador controla al personaje que aparece en la pantalla, el cual es un miembro del equipo killer7, desde una perspectiva en tercera persona con el uso del gamepad. El sistema de juego posee elementos de disparos en primera persona y acción-aventura, combinado con un modelo «en rieles»—en vez de permitir un movimiento libre y explorable al jugador, el título le ofrece opciones al personaje sobre los caminos que puede tomar en su entorno inmediato. El personaje se mueve cuando se presiona un cierto botón en el control de mando, y puede retroceder si se presiona otro. Cuando el camino se bifurca se debe escoger qué rumbo se desea tomar. El progreso del juego se completa al investigar los escenarios y también resolviendo diversos acertijos, varios de los cuales requieren una cualidad única de alguno de los miembros del killer7. El jugador puede cambiar entre personajes con la ayuda de un menú encontrado en la pantalla de pausa, al cual se puede acceder en cualquier instante. Otros rompecabezas pueden resolverse con la ayuda de unos anillos mágicos y demás objetos que se encuentran a lo largo del juego.
El combate que se lleva a cabo en Killer7 sucede cuando el protagonista se topa con unos enemigos llamados «Heaven Smiles». Los Smiles anuncian su presencia con un sonido parecido a una carcajada y en un inicio son invisibles. Es entonces cuando se debe cambiar la perspectiva a una en primera persona y echar un vistazo a su entorno para poder defenderse de los Smiles. Mientras se está en primera persona, la movilidad del personaje se bloquea y el control stick funciona como el puntero del arma del personaje. Al enfocar ciertas partes del cuerpo de los enemigos, estos pueden ser derrotados, o bien, solo lastimados; por ejemplo, si se le dispara en la rodilla, el Smile caerá al suelo y se arrastrará hasta donde está el personaje en pantalla. Por ello, se debe apuntar a ciertos «puntos críticos» que permiten eliminar rápidamente a los enemigos. Los Smiles que se acerquen demasiado al personaje principal explotarán, causándole daño. Si llega a morir, el jugador puede usar a Garcian Smith para revivir a los personajes vencidos.
Cuando se derrota a un Smile, este salpica «sangre densa» y «sangre ligera». La sangre densa sirve de manera análoga a los puntos de experiencia, y estos pueden obtenerse si se dispara en los puntos críticos de los Smile. Entre tanto, la sangre ligera puede esterilizarse y usarse como un suero en las llamadas «Harman's Room», que funcionan como puntos de control y están repartidas por todo el juego. El suero puede utilizarse para aumentar las habilidad de los personajes, como «fuerza» y «velocidad». Esto permite desbloquear ciertas habilidades de los personajes. Los jugadores pueden guardar su partida en una tarjeta de memoria cuando se encuentran en alguna Harman's Room. La sangre ligera también puede usarse para recuperar la salud de los personajes y recargar sus capacidades especiales.

## Desarrollo
| Dirección general    | Hideki Kamiya              |
| Producción           | Hiroyuki Kobayashi         |
| Dirección            | Goichi Suda                |
| Director de arte     | Takumi Yamada              |
| Jefe de programación | Kazuhisa Watanabe          |
| Diseño de sonido     | Masafumi Takada            |
| Música               | Jun Fukuda                 |
| Jefe de planeación   | Satoshi Kawakami           |
| Producción ejecutiva | Shinji Mikami              |
| Diseño de personajes | Kunihiko Taniwaki          |
| Guion                | Goichi Suda                |
| Supervisión          | Akira Kokushoh Hideki Kato |
| Diseño de arte       | Akihiko Ishizaka           |
| Referencias          | [ 22 ]                     |

La producción de Killer7 comenzó a mediados de 2002 como parte del proyecto Capcom Five, un conjunto de juegos supervisados Shinji Mikami y que se suponían debían de ser exclusivos para la Nintendo GameCube. Capcom invirtió en el juego para promover una nueva propiedad intelectual a la industria de los videojuegos, algo que la compañía veía como estacano. El sistema de juego de Killer7 y su mecánica fueron terminado casi en las etapas finales del desarrollo puesto que la mayor parte del proyecto se enfocó al argumento y a los efectos visuales y artísticos. El director, Suda51, escribió el entorno del juego basándose en una trama que había vislumbrado junto a Mikami, y después se decidieron por diseñar unos controles poco convencionales como parte de una deconstrucción hecha sobre cómo es que los jugadores tienden a divertirse y con ello «crear una nueva forma de expresión». Los controles complejos y los combos se omitieron para dar lugar a una dinámica en la que se pueda avanzar fácilmente a través de la trama. El productor, Hiroyuki Kobayashi, describió los controles como «sagaces» y comentó que el equipo de desarrollo quería que las personas «pensaran mientras estaban jugando» de tal manera que pudieran prestar atención al tono misterioso de la trama. El proceso de desarrollo terminó envuelto en una serie de retrasos, el último de los cuales fue por mero deseo del director, el cual mencionó que era con fines «artísticos», y consistía en que el lanzamiento del juego fuera el 7 de julio (7/7).

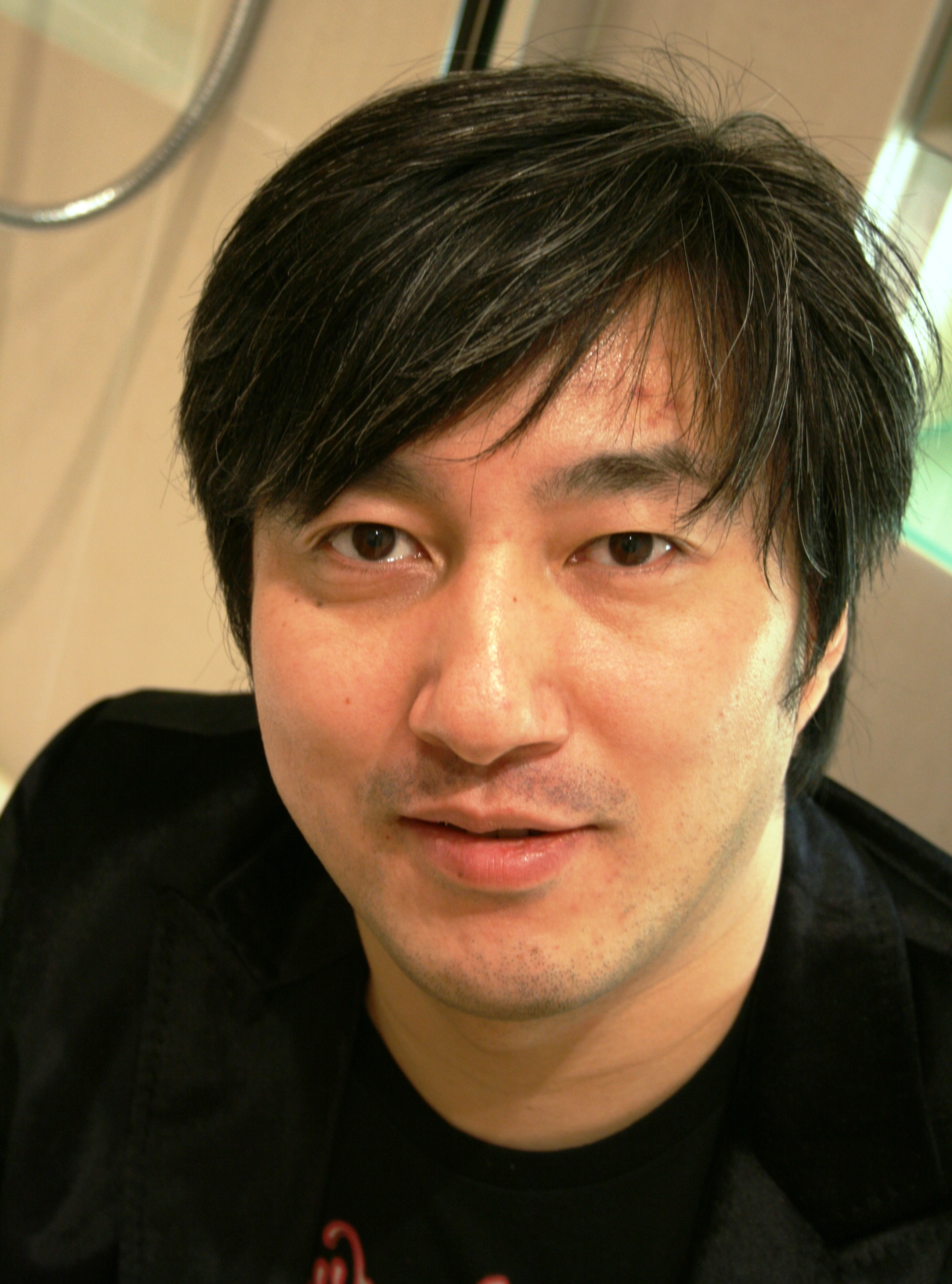
Goichi Suda, también conocido como «Suda51», fue el responsable de la dirección de Killer7, además de escribir el argumento del juego.

Suda51 tomó como fuente de inspiración el cine negro, y en especial el concepto del desorden múltiple de personalidad, y denominó a Killer7 como un «juego de disparos en primera persona con toques hardboiled». Hiro Sugiyama, Peter Saville, y los artistas estadounidenses de cómics, como Adrian Tomine, influenciaron el arte visual y estético. También se dio cuenta de la importancia de los dibujos animados en la cultura occidental así como los estilos del anime japonés, lo que lo motivó a utilizar dichas nociones de arte para competir con otras obras con características similares. Kobayashi dijo que Killer7 es «más una historia interactiva estilizada que un juego ordinario». Suda también se estimuló con la cinta de género yakuza Battles Without Honor and Humanity: Hiroshima Deathmatch. Su experiencia en el campo de las funerarias le proveyó de una fuerte perspectiva sobre el tema de la muerte y sobre cómo expresarlo a través de sus juegos. El título manifiesta el interés que el productor tiene por la lucha libre profesional; por lo mismo, incluyó un luchador como personaje, Mask de Smith, además de que atendía conferencias y eventos publicitarios usando una máscara de lucha libre. Reflexionando sobre su trabajo, él considera que Killer7 ha sido su mayor logro en su carrera como diseñador digital.

### Banda sonora
Killer7 Original Sound Track salió a la venta el 20 de junio de 2005 y fue producida por la casa Sony Music Entertainment. En total, la conforman 61 piezas orquestales y arregladas por Masafumi Takada y Jun Fukuda compiladas en dos discos. Takada recalcó su trabajo en la música de ambiente para que el jugador se envolviera en la atmósfera del juego. Calificó su obra como una «traducción del texto» del juego y buscó la manera de relatar la historia a través de su música. Carolyn Gudmundson de GamesRadar le agradó la variedad melódica de la banada sonora y la llamó «[es] temperamental, y genera una sensación profunda debido a sus enérgicos condimentos maniáticos». Ella destacó la melodía «Rave On», una canción que se escucha antes de un enfrentamiento contra algún mini-jefe, como un excelente ejemplo de lo ya señalado. Phil Theobald de GameSpy tuvo una impresión similar por «Rave On» y otras piezas más ligeras, las cuales poco a poco «van inmiscuyéndose en el interior de tu cabeza». A continuación, la lista de las canciones que aparecen en el juego.
| Disco 1 |                           |          |  |
| N.º     | Título                    | Duración |  |
| 1.      | «Setting Sun»             | 1:22     |  |
| 2.      | «A Fierce Good Fight»     | 1:47     |  |
| 3.      | «Blackburn»               | 4:14     |  |
| 4.      | «Where Angels Play»       | 2:32     |  |
| 5.      | «Shoot Speed»             | 1:21     |  |
| 6.      | «Succession»              | 1:50     |  |
| 7.      | «Election Plot»           | 4:59     |  |
| 8.      | «American Diplomacy»      | 2:38     |  |
| 9.      | «Russian Roulette»        | 3:54     |  |
| 10.     | «Geopolitics»             | 1:05     |  |
| 11.     | «Department of Defence»   | 1:12     |  |
| 12.     | «Back to the Light»       | 1:52     |  |
| 13.     | «Vote Falsification»      | 0:52     |  |
| 14.     | «3rd Foundation»          | 1:24     |  |
| 15.     | «Stoned»                  | 2:47     |  |
| 16.     | «Love»                    | 1:19     |  |
| 17.     | «When the May Rain Comes» | 2:26     |  |
| 18.     | «Resound of Silence»      | 2:27     |  |
| 19.     | «Postgasse»               | 3:13     |  |
| 20.     | «(`曲´)»                  | 2:23     |  |
| 21.     | «Sloped»                  | 0:58     |  |
| 22.     | «Nest»                    | 1:57     |  |
| 23.     | «Island Edge»             | 3:29     |  |
| 24.     | «Betrayal»                | 1:10     |  |
| 25.     | «Errand Boy»              | 0:29     |  |
| 26.     | «Oh My Julia»             | 1:19     |  |
| 27.     | «Sweet Blue Flag»         | 3:40     |  |
| 28.     | «Angel's Despair»         | 0:43     |  |
| 29.     | «Reunion»                 | 0:13     |  |

| Disco 2 |                         |          |  |
| N.º     | Título                  | Duración |  |
| 1.      | «Rave On»               | 4:28     |  |
| 2.      | «Visionary Community»   | 2:07     |  |
| 3.      | «Emigrant Song»         | 1:59     |  |
| 4.      | «Sweet Relief»          | 3:09     |  |
| 5.      | «Over Look»             | 1:05     |  |
| 6.      | «Cuisine»               | 1:42     |  |
| 7.      | «Sceneman»              | 2:10     |  |
| 8.      | «Multiple Personality»  | 3:19     |  |
| 9.      | «Residence»             | 2:09     |  |
| 10.     | «Windmill»              | 1:46     |  |
| 11.     | «Maze»                  | 2:55     |  |
| 12.     | «Tecks Mecks»           | 2:28     |  |
| 13.     | «Corridor»              | 3:51     |  |
| 14.     | «Santo Domingo»         | 2:06     |  |
| 15.     | «White Sugar»           | 4:19     |  |
| 16.     | «Margarita»             | 3:26     |  |
| 17.     | «Taxidermy»             | 0:59     |  |
| 18.     | «Original Personality»  | 1:01     |  |
| 19.     | «Outhouse»              | 0:56     |  |
| 20.     | «Elegant Petal»         | 3:23     |  |
| 21.     | «Electronical Parade»   | 2:52     |  |
| 22.     | «Hero Worship»          | 0:52     |  |
| 23.     | «Heroic Deeds»          | 2:14     |  |
| 24.     | «Heroic Verse»          | 0:32     |  |
| 25.     | «At Parting»            | 0:51     |  |
| 26.     | «Reloaded»              | 1:42     |  |
| 27.     | «Fatal Bonds»           | 1:24     |  |
| 28.     | «Ministry of Education» | 2:05     |  |
| 29.     | «Soul on Ice»           | 2:50     |  |
| 30.     | «Host Personality»      | 1:46     |  |
| 31.     | «Dissociative Identity» | 3:12     |  |
| 32.     | «Reenact»               | 1:25     |  |

## Recepción

### Anglosajona y de otros países
Killer7 obtuvo una acogida un poco agria por parte de la prensa además de que provocó una serie de polémicas sobre los contenidos sexuales y violentos en los videojuegos así como discusiones y debates sobre el estatus artístico que presentan los mismos. James Mielke de 1UP.com remarcó el alto porcentaje y contraste visual que comparte con el género negro y neo-noir de películas como Seven. Encontró que a pesar de su poca duración y su sistema de juego artificial, su «peculiar sistema de comandos y su trama vanguardista» eran los puntos fuertes del título, llamando a Killer7 como uno de los «juegos referentes y más ingeniosamente diseñados en la historia de los videojuegos». Los críticos de la revista Edge recalcaron lo anterior y predijeron que el juego podría «pavimentar el futuro camino creativo con libertad», dando crédito a la inquebrantable visión artística del director. El editor de Eurogamer, Kristan Reed, estaba consciente sobre el limitado impacto del juego, diciendo que «es un juego conceptual, independiente, posiblemente un juego hermoso, pero definitivamente es un título que nunca agradará a todo mundo». Yahtzee Croshaw de la revista The Escapist comentó sobre Killer7 que «muestra exactamente lo que puedes hacer una vez que ignoras todas las normas convencionales y comienzas a explorar aquello que puede hacerse cuando consideras a los videojuegos como una obra de arte».
De manera general, los aspectos de Killer7 hicieron que los críticos se enfocaran en unos u otros de manera específica. Greg Kasavin de GameSpot elogió su simplicidad pues dijo que «tiene un gran enfoque con la cámara, la cual trabaja bien en conjunto con sus intuitivos controles» y comparó su «reflexiva» trama con la de Metal Gear Solid, en tanto que GamePro criticó ambos puntos, diciendo que los controles limitaban al jugador, los efectos en cel-shading eran toscos y que la historia era absurda. Kasavin también escribió sobre la armoniosa banda sonora, su formidable actuación de voz y sus distintivos efectos de sonido, mientras que GamePro la juzgó de «minimalista» e «irritante». Matt Casamassina de IGN, le agradó el sistema de controles, pues parecían encajar en «los juegos de antaño como Myst y Snatcher» y felicitó a Suda51 por haber creado un «éxito cultural» que «tiene un estilo explosivo, de una naturaleza y locuras indisolutas». Casamassina también se mostró impresionado por la calidad de los cortes de escena de estilo anime presentadas al final de la segunda mitad del argumento.
Las reseñas de IGN, GameSpot y GameSpy mencionaron que la versión de GameCube presenta mejores gráficas, una mayor velocidad en cuanto al tiempo de carga y una mejor respuesta de los controles a comparación de la producida para la PlayStation 2, lo que causó que dicha versión obtuviera puntajes y reseñas más bajas. Nintendo Power dijo que Killer7 es una experiencia «altamente recomendable» para aquellos jugadores asiduos. El crítico de Nintendo World Report, Karl Castaneda, también remarcó que, a pesar de su repetitivo gameplay, continuaba «siendo divertido». Charles Herold del The New York Times fue menos tolerante y comentó que la falta de nuevos elementos después de una hora de jugarlo, el título tendía a volverse «aburrido y fastidioso».
A pesar de su crítica mixta, un número considerable de la prensa especializada reconoció que el estilo novedoso y el sistema de juego poco habitual de Killer7. En los premios de «Lo mejor y peor de 2005» de GameSpot, el juego fue nominado para «Mejor historia», «Mejor juego de GameCube», «Peor juego indignante», «Más gracioso» y ganó los premios al «Mejor personaje nuevo» (para Harman Smith) y «Juego más innovador». IGN también lo nominó para «Juego del año», «Mejor diseño novedoso» y «Mejor diseño artístico», además de ganar los premio al «Mejor juego de aventuras», «Mejor historia» y «Mejor juego que nadie ha jugado». Tiempo después, IGN nombró a Killer7 como 20.° mejor juego de GameCube de todos los tiempos. También tuvo una gran aceptación en los premios de Nintendo Power en 2005, pues ganó el premio a «Mejor personaje nuevo».
En agosto de 2005, Jack Thompson, un activista que realiza campañas en contra de los videojuegos, exigió a la Entertainment Software Rating Board (ESRB) que cambiase la clasificación de Killer7 de «M» (para «Mature», es decir, personas mayores a los 17 años) a «AO» («sólo para adultos», edades de 18 años en adelante). Usó como excusa la reseña que Casamassina había hecho sobre el título, diciendo que estaba «lleno de escenas explícitas de sexo» lo que podría ser dañino para un público infantil. Casamassina se defendió y dijo que las escenas en cuestión trataban de dos adultos totalmente vestidos y que dichas tomas, si se trasladan al mundo cinematográfico podrían «ser PG-13, o a lo mucho, clase R».

### Hispanoamérica y España
De manera análoga al impacto que el juego obtuvo en tierras inglesas, Killer7 tuvo una acogida reducida por parte del público hispanohablante. El sito de análisis Meristation comenta que «la sensación que nos queda es la de estar ante un producto alternativo, con estilo, violento, con una fuerte carga sexual, exigente y con un guion surrealista»; asimismo en cuanto su desarrollo, el sitio comentó que «la banda sonora es otro de los puntos que está a la altura. La música incluye varios estilos, rock, techno, instrumental e incluso chill out con vocales», dando también una explicación para cada personaje, los cuales otorgan cada uno de los arquetipos que se llegan a encontrar en una obra de clase negra.
El sitio VicioJuegos.com le dio un porcentaje de 79%, ya que de acuerdo a su reseña, aunque el título presenta ciertas novedades como el uso excesivo de violencia sumado a su estilo visual, «es un interesante shooter, que se aparta de los cánones de su género, para buscar nuevas ideas. Posee gráficos sencillos, pero elegantes, un apartado sonoro un tanto irregular, y una jugabilidad On the rail, o de caminos prefijados, que no gustará a todos, pero que lo hará a los que sepan apreciarlo».
En cuanto a las revisiones hechas para PlayStation 2, el sitio Vandal.net ofrece un análisis general en cuanto sus aspectos. En ella comenta que «no se trata de un juego de acción al uso, sino que está estructurado como si se tratase de una aventura gráfica [...] Tiene, además, partes cinemáticas en las que se hace uso de técnicas propias del manga, creando un conjunto muy vistoso; cada escenario del juego ha sido cuidado a la perfección para ello, y para que el caos narrativo y el desconcierto que nos provocan los enemigos nos entren por los ojos con este estilo visual tan peculiar», constatando que si bien cuenta con un sistema de juego único, el público decide si es plausible jugarlo o no, dando a entender que solo los hardcore pueden disfrutar o bien, aquellos familiarizados con los juegos de Capcom, finalizando con un puntaje de 7.2 sobre 10.

## Legado
Los críticos inmediatamente encasillaron a Killer7 como un juego de culto, cuyo impacto estuvo limitado a pequeños sectores de la industria. IGN se quejó de que debido a su estilo experimental el título no logró conseguir muchas ventas, y lo incluyó en su lista de «Los juegos de GameCube que nadie jugó» en 2005. Matt Casamassina de IGN lo puso en la cuarta posición de su lista Top 10 Tuesday: Underrated and Underappreciated Games —es español: Lista 10 del martes: Juegos infravalorados y despreciados—. A pesar de sus austeras ganancias, el nivel cultural que alcanzó Killer7 permitió que se rediseñaran y reeditaran algunos de los juegos de Suda51 que solo habían sido lanzados en Japón, como The Silver Case y Flower, Sun, and Rain. En 2007, Grasshopper Manufacture sacó al medio público otro trabajo de Suda51, No More Heroes, llegando a tener una gran aceptación mediática y comercial. Para complementar la banda sonora y el cómic del juego, Capcom publicó el libro Hand in killer7, una referencia explicativa donde se relata el argumento con un mayor detalle. Kinetic Underground, la compañía que encuadernó el cómic, también comercializó un conjunto de figurillas basados en los personajes del título.

### Cómic
En 2006, Devil's Due Publishing publicó una adaptación a cómic de Killer7, escrito e ilustrado por el grupo editorial de Kinetic Underground. La colección de 12 ediciones fue cancelada después de publicarse solo cuatro volúmenes. Los jugadores que preordenaran Killer7 con la empresa EB Games recibirían una edición especial llamada «Issue #0», mientras que la «Issue #½» estuvo disponible en la convención de 2005 de la San Diego Comic-Con. El escritor Arvid Nelson describió la historia como «un híbrido mutante entre John Woo y Quentin Tarantino» y el presitende de Devil's Due, Josh Blaylock, mencionó que la temática de Killer encajaba perfectamente en mundo de los cómics. Para adaptarlo, Nelson declaró que la trama debió trastocarse para mantener un hilo argumental coherente, pero mencionó que «el juego no te da la suficiente información [...] Y es así como el cómic va a ser, también».